# Dōbutsu uranai
Dōbutsu uranai (tiếng Nhật: 動物占い) hay bói động vật là một kiểu bói của người Nhật Bản. Mỗi người sẽ được phân loại theo một con vật dựa trên ngày sinh, và đoán biết tính cách qua con vật đó.

## Nhóm động vật
- Nhóm trái đất:
  - Hổ
  - Sói
  - Khỉ
  - Gấu
- Nhóm mặt trời:
  - Pegasus
  - Voi
  - Sư tử
  - Báo săn
- Nhóm trăng tròn:
  - Cừu
  - Báo hoa mai
- Nhóm trăng non:
  - Hươu
  - Tanuki